# Lactarius tawai
Lactarius tawai är en svampart som beskrevs av McNabb 1971. Lactarius tawai ingår i släktet riskor och familjen kremlor och riskor.   Inga underarter finns listade i Catalogue of Life.